# 屈多
屈多（法語：Cudot，法語發音：[kydo]）是法国勃艮第-弗朗什-孔泰大区约讷省的一个市镇，属于桑斯区。

## 地理
屈多（47°59'2"N, 3°10'46"E）面积19.11 平方千米，位于法国勃艮第-弗朗什-孔泰大區约讷省，该省份为法国中北部内陆省份，西接卢瓦雷省，西北接塞纳-马恩省，南至涅夫勒省，东临科多尔省，东北与奥布省接壤。
与屈多接壤的市镇（或旧市镇、城区）包括：圣马丹多尔东、弗兰河畔普雷西、圣卢多尔东、韦尔兰、沙尔尼奥雷德皮赛。

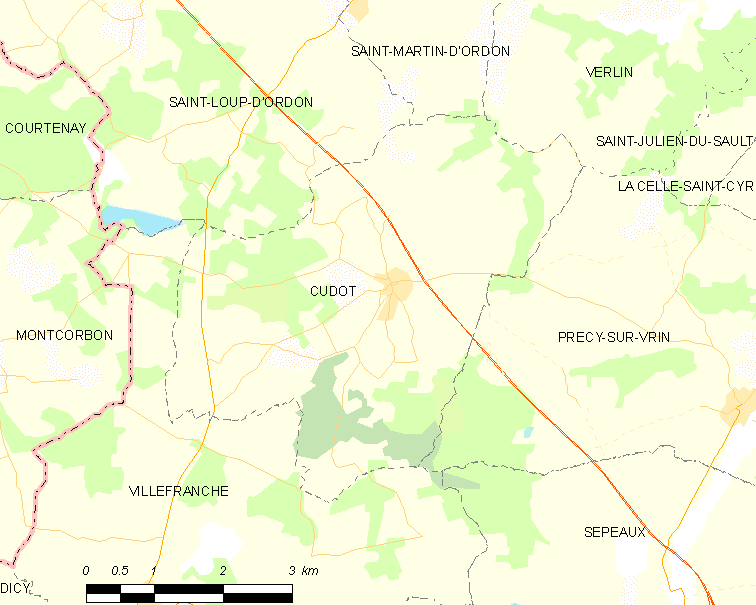
屈多的OSM定位图

屈多的时区为UTC+01:00、UTC+02:00（夏令时）。

## 行政
屈多的邮政编码为89116，INSEE市镇编码为89133。

## 政治
屈多所属的省级选区为茹瓦尼县。

## 人口

1962-2008年间屈多人口变化图示

屈多于2022年1月1日时的人口数量为392人。